# Temenis huebneri
Temenis huebneri är en fjärilsart som beskrevs av Hans Fruhstorfer 1907. Temenis huebneri ingår i släktet Temenis och familjen praktfjärilar. Inga underarter finns listade i Catalogue of Life.